# Grietje Staffelt

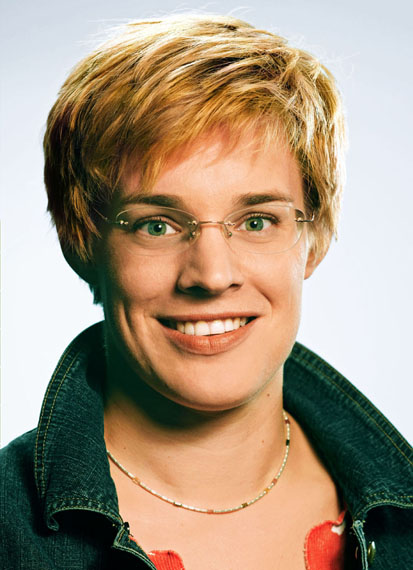
Grietje Staffelt

Grietje Staffelt (* 16. Juli 1975 als Grietje Bettin in Eckernförde) ist eine ehemalige deutsche Politikerin (Bündnis 90/Die Grünen).

## Leben und Beruf
Nach dem Abitur 1995 in Eutin absolvierte Grietje Staffelt ein Studium der Pädagogik an der Universität Flensburg, welches sie 2000 als Diplom-Pädagogin beendete. Zudem absolvierte sie eine Ausbildung als systemischer Coach bei artop, einem Institut der Humboldt-Universität Berlin. Seit dem Ausscheiden aus dem Bundestag ist sie selbständig tätig vor allem im Bereich des Führungskräftecoaching und der strategischen Beratung von Unternehmen und Verbänden. Von März 2015 bis Dezember 2017 arbeitete sie als Senior Consultant bei Ketchum GmbH.
Sie hat eine Tochter, ist mit dem ehemaligen Bundestagsabgeordneten Ditmar Staffelt (SPD) verheiratet und hat im April 2008 auch dessen Nachnamen angenommen.

## Partei
Schon als Schülerin wurde Grietje Staffelt 1994 in den Landesvorstand der Grün-Alternativen Jugend (GAJ) in Schleswig-Holstein gewählt, dem sie bis 2001 angehörte. In dieser Zeit war sie von 1997 bis 2002 Landesgeschäftsführerin der GAJ und von 1999 bis 2000 Mitglied des Landesvorstandes der Grünen. 
1995 wurde sie Mitglied von Bündnis 90/Die Grünen. Von 2005 bis 2009 gehörte sie dem Parteirat der Grünen in Schleswig-Holstein an.

## Abgeordnete
Am 3. April 2000 trat sie als Nachrückerin für den ausgeschiedenen Abgeordneten Klaus Müller in den Bundestag ein. Hier war sie seit 2000 medienpolitische Sprecherin und daneben von 2002 bis 2005 auch bildungspolitische Sprecherin der Bundestagsfraktion Bündnis 90/Die Grünen. Von 2002 bis 2005 war sie Vorsitzende des UA Neue Medien. Seit 2005 war sie stellvertretende politische Koordinatorin des Fraktionsarbeitskreises V Wissen & Generationen. 
Mit Ablauf der 16. Legislaturperiode schied sie 2009 nach der Geburt der Tochter aus dem Bundestag aus.
Grietje Staffelt ist stets über die Landesliste Schleswig-Holstein in den Bundestag eingezogen. Sie war zweimal Spitzenkandidatin der Grünen Schleswig-Holstein und kandidierte jeweils auch im Wahlkreis 1 Flensburg - Schleswig um ein Direktmandat für den Bundestag.